# KOI-5715.01
KOI-5715.01 est une exoplanète candidate qui orbite autour de l'étoile naine de type K KOI-5715, située à environ 2 964 années-lumière de la Terre dans la constellation du Cygne. Elle a été identifiée en 2015 grâce à une analyse des données de courbe de lumière obtenues par le télescope spatial Kepler. Bien que l'exoplanète reste à confirmer, des données préliminaires suggèrent qu'il s'agit de l'une des planètes super-habitables candidates les plus prometteuses.

## Détection et statut
En avril 2015, KOI-5715.01 a été incluse dans un catalogue publié de planètes candidates identifiées par le télescope spatial Kepler, mais a été initialement classée comme un faux positif,. À la suite de cela, une étude de 2016 sur les événements de synchronisation de transit de plus de 2 500 objets d'intérêt Kepler (KOI) a réidentifié KOI-5715.01 comme une exoplanète potentielle. En septembre 2018, les archives des exoplanètes de la NASA ont réévalué les dispositions de centaines de KOI, en utilisant une approche de sélection plus variée visant à obtenir la disposition la plus précise pour chaque KOI. Par la suite, KOI-5715.01 a été reclassée comme planète candidate.

## Étoile hôte
La planète tourne autour de l'étoile naine orange  KOI-5715, dont le type spectral est K3V. Elle est située à environ 2 964 années-lumière de la Terre dans la constellation du Cygne. La température effective de l'étoile est d'environ 5 123 K, relativement plus froide que la température du Soleil de 5 780 K. KOI-5715 est également plus petite que le Soleil, possédant 74 % de sa masse et 86 % de son rayon.

## Habitabilité
En 2020, Dirk Schulze-Makuch et ses collègues ont reconnu KOI-5715.01 comme l'un des principaux prétendants au titre de planètes qu'ils jugeaient « superhabitables », définies comme une planète qui offre des conditions plus favorables à la vie que ce que l'on trouve sur Terre. Elle répond à la plupart des critères des planètes superhabitables en raison des caractéristiques de son étoile hôte , de l'âge estimé de la planète (~ 5,5 Ga) et de sa température de surface (~ 11,6 °C). Bien que sa température de surface soit légèrement plus froide que la moyenne terrestre de 15 °C, elle peut toujours avoir des conditions superhabitables si elle subit un effet de serre comparativement plus fort.

## Remarques
1. ↑  Les étoiles de la séquence principale de type K sont parfois appelées naines oranges.[7]